# Iván Faragó
Iván Faragó (ur. 1 kwietnia 1946 w Budapeszcie, zm. 12 grudnia 2022) – węgierski szachista, arcymistrz od 1976 roku.

## Kariera szachowa
W latach 80. XX wieku należał do czołówki węgierskich szachistów. W roku 1980 wystąpił w narodowym zespole na szachowej olimpiadzie w Valletcie, gdzie węgierscy szachiści zdobyli srebrne medale. Jest również drużynowym wicemistrzem świata z roku 1985 z Lucerny. Oprócz tego, w latach 1977–1989 czterokrotnie reprezentował narodowe barwy w drużynowych mistrzostwach Europy, zdobywając dwa medale srebrne (1977, 1980) oraz medal brązowy (1983).
Wielokrotnie uczestniczył w finałach indywidualnych mistrzostw Węgier (debiut w roku 1965), największy sukces osiągając w roku 1986, w którym został mistrzem kraju. Poza tym na swoim koncie posiada jeszcze dwa medale srebrne, które zdobył w latach 1979 i 1981.
Do sukcesów Ivána Faragó w międzynarodowych turniejach należą zwycięstwa bądź dzielenie I miejsca m.in. w Amsterdamie (1975, turniej IBM B, wraz z Johnem Nunnem), Halle (1978, wraz z Wolfgangiem Uhlmannem i Rainerem Knaakiem), Sarajewie (1979, turniej Bosna, wraz z Bojanem Kurajicą i Miloradem Kneževiciem), Łodzi (1979, wraz z Józefem Pietkiewiczem i samodzielnie w 1980), Svendborgu (1981), Albenie (1983), Wijk aan Zee (1987, turniej B, wraz z Lukiem Winantsem i Noną Gaprindaszwili), Budapeszcie (1987, 1993), Silkeborgu (1988, wraz z Istvánem Csomem), Giessen (1991, wraz z m.in. Lwem Gutmanem), Vinkovci (1993), Velden (1995, wraz z m.in. Wjaczesławem Ejnhornem), Leinerze (1996), Haarlemie (1996, wraz z Karelem van der Weide), Salsomaggiore Terme (1998), Wattens (1999, wraz z Péterem Ácsem), Hamburgu (2000, wraz z m.in. Jonny Hectorem, Dorianem Rogozenko i Zigurdsem Lanką), Deizisau (2002, wraz z m.in. Lewonem Aronjanem, Władimirem Jepiszynem i Rustemem Dautowem oraz 2003, wraz z m.in. Lewonem Aronianem, Władimirem Jepiszynem, Konstantinem Landą i Liviu-Dieterem Nisipeanu), Le Touquet (2003, wraz z m.in. Krumem Georgiewem), Porto San Giorgio (2006, wraz m.in. Władimirem Burmakinem), Senden (2006, wraz z Władysławem Borowykowem) oraz Harkanach (2006, wraz z Zoltánem Vargą i Ferencem Berkesem).
Najwyższy ranking w karierze osiągnął 1 lipca 1993 r., z wynikiem 2540 punktów zajmował wówczas 11. miejsce wśród węgierskich szachistów.